# Ibes

Ibes tillhör kommunen Vila Velha, här markerad i delstaten Espírito Santo.

Ibes, vilket är en akronym för Instituto do Bem Estar Social, är ett distrikt i kommunen Vila Velha i östra Brasilien och ligger i delstaten Espírito Santo. Folkmängden uppgår till lite mer än 120 000 invånare. Ibes ligger strax söder om Vitória, delstatens huvudstad, och ingår i denna stads storstadsområde. 

## Befolkningsutveckling
| Område              | Areal (km²)   | Invånarantal 1 augusti 2000 | Invånarantal 1 augusti 2010 |
| ------------------- | ------------- | --------------------------- | --------------------------- |
| Kommunen Vila Velha | 210,07        | 345 965                     | 414 586                     |
| ...varav Ibes       | Ingen uppgift | 111 957                     | 124 630                     |